# Maryja Smalakowa
Maryja Smalakowa (ur. 28 listopada 1990) – białoruska wioślarka.

## Osiągnięcia
- Mistrzostwa Świata – Poznań 2009 – czwórka podwójna – 8. miejsce[1].
- Mistrzostwa Europy – Brześć 2009 – dwójka podwójna – 5. miejsce[1].